# António de Albuquerque Jácome Correia
António de Albuquerque Jácome Correia (Ponta Delgada, 1 de Novembro de 1922 — Ponta Delgada, 30 de Julho de 1996) foi um veterinário, dirigente corporativo da lavoura e político. Veterinário municipal do Concelho da Lagoa até à sua aposentação, foi durante muitos anos presidente do Grémio da Lavoura do Distrito Autónomo de Ponta Delgada. Foi vogal da Junta Regional dos Açores para a agricultura, pesca e indústria e deputado à Assembleia Regional dos Açores (1976-1980) eleito nas listas do CDS pelo círculo eleitoral da ilha de São Miguel.